# Мартин Иден (фильм, 2019)
«Мартин Иден»  (итал. Martin Eden) — итальянско-французский исторический роман-драматический фильм 2019 года режиссёра Пьетро Марчелло, снятый по мотивам одноимённого романа Джека Лондона 1909 года. Он был выбран для участия в конкурсе на «Золотого льва» на 76-м Венецианском международном кинофестивале. На Венецианском кинофестивале Лука Маринелли выиграл Кубок Вольпи за лучшую мужскую роль. Мировая премьера состоялась 2 сентября 2019 года. Премьера в России — 26 августа 2021 (дистрибьютор «Экспонента»).

## Сюжет
Живя в Неаполе начала XX века, Мартин Иден изо всех сил пытается подняться над своими нищими пролетарскими обстоятельствами посредством интенсивного и страстного стремления к самообразованию, надеясь занять место среди литературной элиты. Его главная мотивация — его любовь к Рут Морс. Поскольку Иден — грубый, необразованный моряк из рабочего класса, а Морсы — буржуазная семья, союз между ними будет невозможен до тех пор, пока он не достигнет их уровня богатства и утончённости.